# Dumitru Polivanov
Dumitru Polivanov este un general român
Generalul-maior Dumitru Polivanov a îndeplinit funcția de comandant al Armatei 1 (8 aprilie 1990 - 6 ianuarie 1992). A fost trecut în rezervă la 31 iulie 1997 cu gradul de general de brigadă (cu o stea) .
A fost înaintat la gradul de general-maior cu două stele în retragere prin Decretul nr. 1027 din 29/10/2008 .